# 딕맨 함수
딕맨 함수 또는 딕맨-드 브루인 함수(Dickman–de Bruijn function)
{\displaystyle \rho }는 주어진 경계까지 매끄러운 수의 비율을 추정하는 데 사용되는 특수 함수이다. 이것은 수학자 칼 딕맨 (Karl Dickman)에 의해 처음으로 연구되었는데 그는 수학 논문에서 그 정의를 내렸고, 후에 네덜란드 수학자 드 브루인(Nicolaas Govert de Bruijn)에 의해 연구되었다.

## 정의
딕맨-드 브루인(Dickman-de Bruijn) 함수 {\displaystyle \rho (u)}는 지연 미분 방정식을 만족하는 연속 함수이다.
{\displaystyle u\rho '(u)+\rho (u-1)=0\,}
초기 조건 {\displaystyle \rho (u)=1}에 대해. 딕맨(Dickman)은 다음과 같이 증명했다. {\displaystyle a}는 고정되어 있다.
{\displaystyle \Psi (x,x^{1/a})\sim x\rho (a)\,}
{\displaystyle \Psi (x,y)}이하의 y - smooth (또는 y - friable ) 정수의 수이다.
라마스와미(Ramaswami)는 나중에 고정 {\displaystyle a}에 대해 엄격한 증거를 제시했으며,
{\displaystyle \Psi (x,x^{1/a})}에 점근한다,
{\displaystyle x\rho (a)} 오차를 감안하고서,
{\displaystyle \Psi (x,x^{1/a})=x\rho (a)+O(x/\log x)}
{\displaystyle {\color {blue}{bigO}}} 표기법

## 같이 보기
- 골롬-딕맨 상수